# Deutsche Handballmeisterschaft (Frauen) 1962
Die fünfte deutsche Meisterschaft im Hallenhandball der Frauen wurde am 24. und 25. Februar 1962 in der Schöneberger Sporthalle in Berlin ausgetragen. Die Spieldauer betrug 2 × 15 Minuten. Die Meister der Regionalverbände Süd, Südwest, West und Nord sowie zwei Vertreter des veranstaltenden Regionalverbands Berlin hatten sich für die Endrunde qualifiziert, die ohne den Titelverteidiger RSV Mülheim stattfand, der in den Spielen um die westdeutsche Meisterschaft am SC Greven 09 gescheitert war. Die sechs Mannschaften spielten zunächst in zwei Gruppen. Die jeweils zwei Bestplatzierten zogen in das Halbfinale ein, die beiden Gruppenletzten bestritten das Spiel um Platz fünf. Deutscher Meister wurde überraschend der einzige „Vize“ im Teilnehmerfeld, der SSC Südwest Berlin.

## Teilnehmer
- SSC Südwest Berlin (Meister Berlin)
- OSC Berlin (Vizemeister Berlin)
- Eimsbütteler TV (Meister Nord)
- VfR Mannheim (Meister Süd)
- TV Vorwärts Frankfurt (Meister Südwest)
- SC Greven 09 (Meister West)

## Spielergebnisse

### Gruppenzusammensetzung
- Gruppe A: SC Greven 09, SSC Südwest Berlin, VfR Mannheim
- Gruppe B: TV Vorwärts Frankfurt, Eimsbütteler TV, OSC Berlin

### Halbfinale
- SC Greven 09 – TV Vorwärts Frankfurt 2:0 (1:0)
- SSC Südwest Berlin – Eimsbütteler TV 6:2 (4:0)

### Finale
- SSC Südwest Berlin – SC Greven 09 6:3 (2:3)